# Hilma Hooker
Le Hilma Hooker est une épave à Bonaire dans les Antilles néerlandaises.  C'est un site populaire de plongée sur épave.

## Histoire du navire
Le vaisseau fut construit par les chantiers Van der Giessen de Noord à Krimpen aan den IJssel, aux Pays-Bas, pour l'armateur Scheepvaart En Steenkolen Mij. N. V. Il fut lancé le 21 mai 1951 et baptisé Midsland. En 1964, le navire fut vendu à la Caribbean Association Traders of Panama, et rebaptisé Mistral. Il fut vendu de nouveau en 1967 à la Bahamas Line et renommée William Express. Le 18 juillet 1975, le navire coula à la péninsule de Samaná en République dominicaine. Il fut remis à flot et vendu à Benjamin Catrone du Panama et rebaptisé Anna C. Il fut vendu de nouveau en 1976 à la Seacoast Shipping Corp. de Panama en renommé Doric Express. Finalement, en 1979, il fut acheté par la San Andrés Shipping Line de San Andrés en Colombie, sous le nom Hilma Hooker.

### Naufrage
A l'été 1984, le Hilma Hooker eut des problèmes de moteur et fut mis à quai à Kralendijk, à Bonaire. Le navire était depuis un certain temps sous surveillance des agences de lutte contre la drogue. Les autorités locales profitèrent de l'occasion pour fouiller le navire, et le capitaine se trouva dans l'impossibilité de fournir divers documents légaux. Une fausse cloison fut découverte, dissimulant plus de 10 tonnes de marijuana. Le Hilma Hooker et son équipage furent alors mis à disposition des autorités. Les propriétaires du vaisseau ne furent jamais retrouvés. 
Le navire se dégrada rapidement lors de sa réquisition, et le défaut d'entretien amena bientôt des voies d'eau. Confronté au risque de naufrage dans le port de Kralendijk, et les risques liés pour le trafic maritime, le navire fut mis à ancrage au sud du port le 7 septembre 1984. La situation s'aggrava rapidement, et le navire commença prendre significativement le matin du 12 septembre. Il chavira à 9 h 08 et disparut totalement deux minutes plus tard.

## Site de plongée
Le Hilma Hooker repose sur le flanc droit sur un banc de sable entre deux récifs de corail dans une zone connue chez les plongeurs en tant que Angel City. L'épave devint par la suite une attraction de plongée sous-marine. Elle repose approximativement à 30 mètres de fond sur une longueur de 80 mètres. Elle est aisément visitable (cales ouvertes) et suppose peu de plongée de pénétration.  
Le Hilma Hooker est généralement considéré comme l'une des sites majeurs de plongée sur épave dans les Caraïbes selon le Scuba Diving Travel Magazine.

## Note et référence
1. 1 2  (es) « Hilma Hooker », sur Índice General Marina Mercante de Colombia, 2012 (consulté le 12 septembre 2012)
2. 1 2  Jon Button, « World's Best Wrecks », sur April 2007 By Nick Lucey, Scuba Diving Travel (consulté le 4 août 2013)

- « The Wreck of the Hilma Hooker », sur Bruce Bowker's Carib Inn, Bonaire, 2012 (consulté le 12 septembre 2012)
- « The Bonaire Shipwreck Directory », sur aquaexplorers.com, 2012 (consulté le 12 septembre 2012)